# Cortinarius singularis
Cortinarius singularis är en svampart som beskrevs av Soop 2005. Cortinarius singularis ingår i släktet Cortinarius och familjen spindlingar.   Inga underarter finns listade i Catalogue of Life.